# مات مور (لاعب كرة قدم)
خطأ لوا في mw.text.lua على السطر 25: bad argument #1 to 'match' (string expected, got nil).
مات مور (بالإنجليزية: Matt Moore)‏ (و. 1984  م) هو لاعب كرة قدم أمريكية، من الولايات المتحدة، ولد في فان نويس، يلعب كظهير ربعي.

## التعليم
تعلم في William S. Hart High School ‏.

## روابط خارجية
- مات مور على موقع مرجع كرة القدم المحترفة.كوم (الإنجليزية)